# Che, Buenos Aires
 Che, Buenos Aires es una película de Argentina en blanco y negro integrada por cinco cortometrajes que fueron dirigidos por Fernando Birri, David José Kohon, Pedro Stocki y Martín Schor que se estrenó el 26 de agosto de 1966.

## Cortometrajes que lo integran
Los anónimos, cortometraje dirigido por Pedro Stocki según su propio guion.
Es un documental filmado con cámara oculta sobre diferentes personajes comunes de la ciudad de Buenos Aires.
Buenos Aires, cortometraje dirigido por David José Kohon según su propio guion que se produjo en 1958.
Versa sobre los contrastes de la ciudad en materia de vivienda: grandes mansiones y rascacielos conviviendo con villas de emergencia.
Buenos Aires en camiseta, cortometraje dirigido por Martín Schor según su propio guion. 
Contó con los dibujos de Calé y la voz en off de Raúl Baltallé.
Se refiere en forma humorística a las características de los porteños.
Buenos días, Buenos Aires, cortometraje dirigido por Fernando Birri según su propio guion que fue producido en 1960. El filme contó con la participación de Hugo del Carril con la voz en off.
Es un documental que describe el despertar de la ciudad y  su movimiento cotidiano.
La primera fundación de Buenos Aires, cortometraje dirigido por Fernando Birri según su propio guion. La película fue producida en 1959, cuenta con los dibujos de Oski y la colaboración como voz en off de Raúl de Lange.
El filme narra en clave humorística la gesta de Pedro de Mendoza.

## Comentarios
Sobre el filme Che, Buenos Aires se hicieron estos comentarios:
Manrupe y Portela escribieron:

”Recopilación de cinco buenos trabajos realizados años antes.”

La revista Gente opinó:

”Un paseo fotográfico…En cualquier colectivo se conoce mejor.”

La nota firmada por RAI en El Mundo dijo:

”El fenómeno Buenos Aires…el valor de la comunicación de un cine olvidado, el cortometraje.”

La Nación comentó en su nota crítica:

”Personalidad homogénea y coherente…feliz iniciativa  de reunir estos cinco cortometrajes.”